# Cestrum elegans
La jesamina (Cestrum elegans) es una especie de arbusto del género Cestrum perteneciente a la familia de las solanáceas.

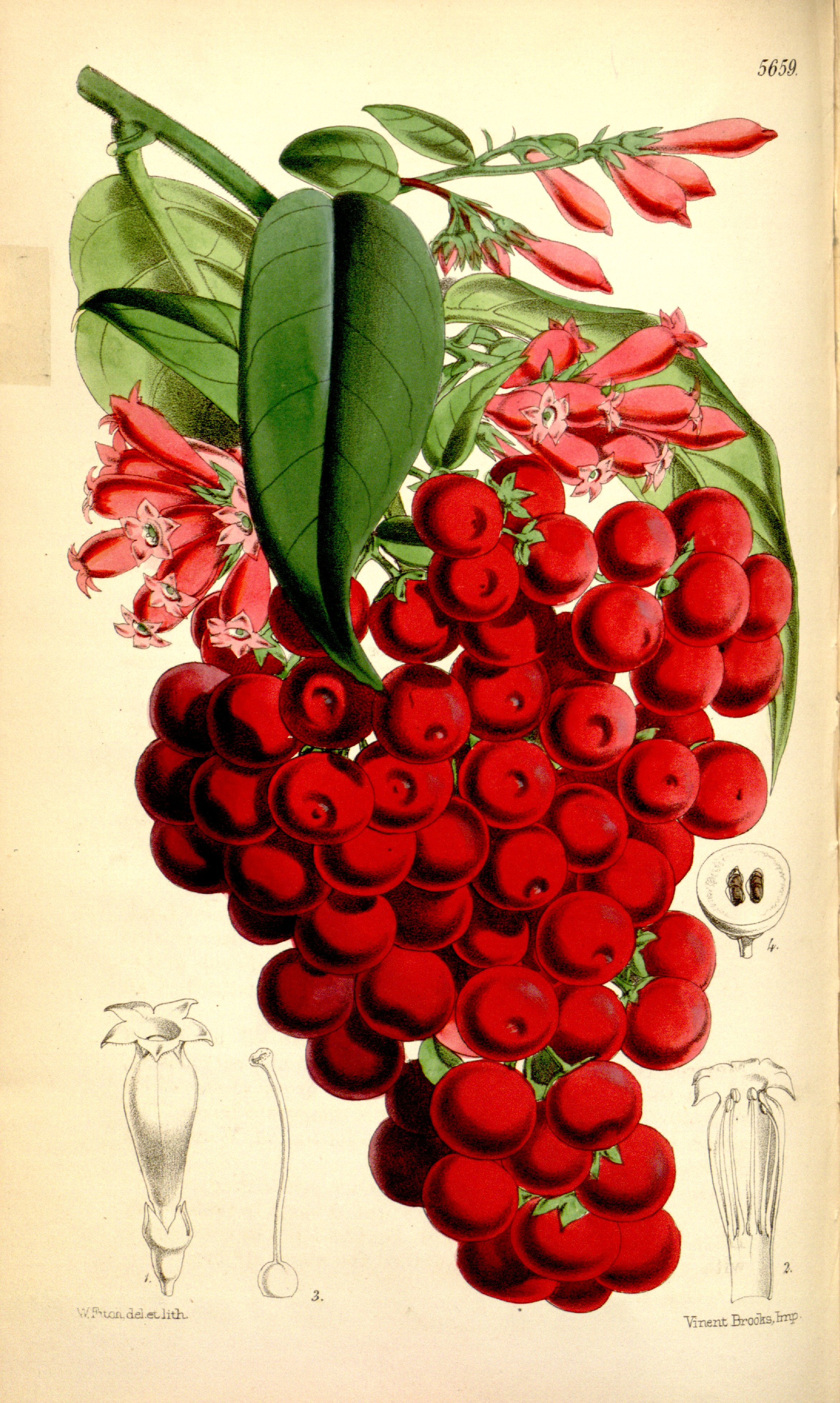
Ilustración

## Descripción
Es un arbusto con el tallo copiosamente pubescente. Pecíolo de 6-12 mm, ovadas o elípticas limbo, de 8 x 3 cm. Las inflorescencias erectas, terminales o axilares, en panículas racemosas congestionadas; con ovadas brácteas tomentosas, de 4-5 mm. Flores sin olor. Pedicelo de 1 mm. Cáliz estrechamente campanulado, 6-8 mm, glabro, sin acanalado; dientes de 3 mm, ciliadas. Corola de color rojo, rosa o violeta, de 2 cm, se expandió hacia arriba, abruptamente contraído en la garganta, glabras; lóbulos deltoides, de 2 mm. Los filamentos glabros, ligeramente doblados en el punto de inserción. El fruto es una drupa de color rosa oscuro, globosa, 0.8-1.3 cm. Semillas de 8 mm.

## Distribución
Son nativas de México. Cultivado para ornamento en Yunnan.

## Dato de interés
En Cestrum elegans  se encontró que contenía los telómeros con motivos repetidos TTTTTTAGGG.

## Taxonomía
Cestrum elegans fue descrita por (Brongn. ex Neumann) Schltdl. y publicado en Linnaea 19: 261–262. 1847.
Etimología
Cestrum: nombre genérico que deriva del griego kestron = "punto, picadura, buril", nombre utilizado por Dioscórides para algún miembro de la familia de la menta.
elegans: epíteto latino que significa "elegante".
Sinonimia
- Cestrum nutans Hort. ex Francey
- Cestrum paniculatum Schltdl.
- Cestrum purpureum (Lindl.) Standl.
- Cestrum rubrum Hort. ex Francey
- Cestrum smithii Coutts'
- Cestrum sylvaticum Dunal
- Habrothamnus elegans Brongn.	basónimo
- Habrothamnus helleri Hort. ex Francey
- Habrothamnus huegelii Regel
- Habrothamnus paniculatus M. Martens & Galeotti
- Habrothamnus purpureus Lindl.
- Meyenia purpurea (Lindl.) Heynh.[6]